# Roland D.I
Die Roland D.I war das erste einer Serie von drei sehr ähnlichen Jagdflugzeugen (Roland D.I, D.II und D.III), die von den Ingenieuren Tantzen und Hoffmann der Luftfahrzeug-Gesellschaft m.b.H. (Roland) in Stadt Charlottenburg entwickelt wurden.
Wegen ihrer aerodynamischen Formgebung erhielten diese Jagdflugzeuge die Bezeichnung Haifisch.

## Entwicklung und Produktion
Die Bauweise der Roland D.I leitete sich von der des größeren Zweisitzers Roland C.II „Walfisch“ ab: Wie auch die C.II besaß sie einen Rumpf in Wickelbauweise, der aus quer übereinander geleimten dünnen Kieferfurnierleisten bestand. An diesen sehr stabilen Rumpf waren die Seitenkühler angebracht, und die obere Tragfläche war auf eine buckelartige Wölbung aufgesetzt. Ähnlich wie beim „Walfisch“ bedeutete das eine exzellente Sicht für den Piloten nach oben, aber die vor allem bei der Landung so wichtige Sicht für den Piloten nach vorn und unten war versperrt. Ein Seitenfenster sollte dem Piloten den Notausstieg nach einem Überschlag ermöglichen; dieses wurde bei den späteren Serienmodellen fortgelassen. Statt der stabilen Querstrebe, die die stark nach vorn gestaffelten Doppeldeckertragflächen der C.II miteinander verband, waren die senkrecht übereinander gestellten Tragflächen beim „Haifisch“ durch ein konventionelles Strebenpaar ersetzt worden.
Der Erstflug der Roland D.I fand im Juli 1916 statt. Zu diesem Zeitpunkt suchte die Inspektion der Fliegertruppe dringend nach einem Nachfolgemuster für die veralteten Fokker-Eindecker und erteilte Roland eine erste Bestellung; etwa 50–60 Flugzeuge wurden geliefert, danach wurde die Produktion bei L.F.G. eingestellt, da das Herstellungswerk in Adlershof durch einen Brand zerstört worden war.
Nach Wiederaufnahme der Fertigung produzierte Roland zusammen mit dem zwischenzeitlich als Lizenzhersteller eingeschalteten Pfalz-Flugzeugwerken die stärker bewaffnete Roland D.II.

## Einsatz
Die wenigen Roland D.I, die dem Konkurrenzmodellen an der Westfront deutlich unterlegen waren, wurden vorwiegend an der Mazedonienfront im Balkan von bulgarischen und deutschen Fliegereinheiten eingesetzt.

## Technische Daten
| Kenngröße             | Daten                                                                            |
| --------------------- | -------------------------------------------------------------------------------- |
| Besatzung             | 1                                                                                |
| Länge                 | 6,39 m                                                                           |
| Spannweite            | 8,9 m                                                                            |
| Höhe                  | 2,9 m                                                                            |
| Flügelfläche          | 23 m²                                                                            |
| Leermasse             | 699 kg                                                                           |
| Startmasse            | 932 kg                                                                           |
| Triebwerk             | ein wassergekühlter Sechszylinder-Reihenmotor Mercedes D III mit 160 PS (118 kW) |
| Höchstgeschwindigkeit | 165 km/h                                                                         |
| Steigzeit             | auf 4000 m: 24:24 min                                                            |
| Dienstgipfelhöhe      | 5000 m                                                                           |
| Bewaffnung            | ein 08/15 lMG                                                                    |

Die Roland D.I im Leistungsvergleich (ca. Ende 1916)
| Name          | Motorstärke | max. Geschwindigkeit | Startmasse | MG | Gipfelhöhe |
| ------------- | ----------- | -------------------- | ---------- | -- | ---------- |
| Roland D.I    | 160 PS      | 165 km/h             | 932 kg     | 1  | 5000 m     |
| Sopwith Pup   | 100 PS      | 171 km/h             | 556 kg     | 1  | 5600 m     |
| Nieuport 17   | 110 PS      | 164 km/h             | 560 kg     | 1  | 5350 m     |
| Albatros D.II | 160 PS      | 175 km/h             | 888 kg     | 2  | 6000 m     |